# Cipressa
Cipressa é uma comuna italiana da região da Ligúria, província de Impéria, com cerca de 1.152 habitantes. Estende-se por uma área de 9 km², tendo uma densidade populacional de 128 hab/km². Faz fronteira com Civezza, Costarainera, Pietrabruna, Pompeiana, San Lorenzo al Mare, Santo Stefano al Mare, Terzorio.
Faz parte da rede das Aldeias mais bonitas de Itália.

## Demografia
| Variação demográfica do município entre 1861 e 2011                               |
|                                                                                   |
| Fonte: Istituto Nazionale di Statistica (ISTAT) - Elaboração gráfica da Wikipedia |